# Salva (Bistrița-Năsăud)
Pour les articles homonymes, voir Salva.
Salva (en hongrois : Szálva) est une commune du județ de Bistrița-Năsăud en Transylvanie (Roumanie).